# Constantijn Huygens

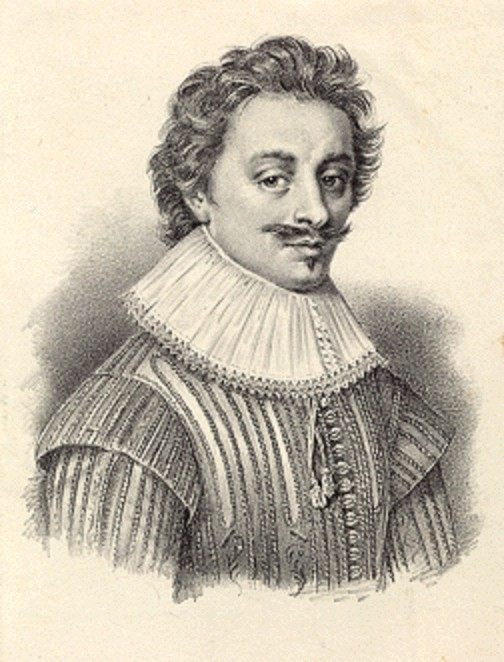
Constantijn Huygens

Constantijn Huygens (n. 4 septembrie 1596 - d. 28 martie 1687) a fost un poet și compozitor neerlandez din perioada Epocii de Aur Neerlandeză.
A deținut și funcția de secretar la cancelariile unor mari personalități ale epocii.
Personalitate renascentistă de mare întindere culturală, încă din copilărie fusese instruit în domeniul muzicii, al artei în general.
Cunoștea o mulțime de limbi străine, printre care: franceza, latina, greaca, italiana, engleza.
A fost tatăl fizicianului Christiaan Huygens.
A scris satire și epigrame la adresa exceselor acelei epoci, dar și texte cu caracter autobiografic.

## Scrieri
- 1621: Batava Tempe, adică Voorhout din Haga ("Batava Tempe, dat is 't Voorhout van 's Gravenhage")
- 1622: Nebunie costisitoare ("Costelick Mal"), satiră la adresa modei
- 1622: Păstorul exilat ("De uytlandighe herder"), lirism melancolic
- 1623: Caractere ("Zedeprinten"), prin care introduce în lirica olandeză poezia caracterelor
- 1638: Treburi zilnice ("Daghwerk"), poem în care prezintă concepția despre poezie
- 1653: Trijntje Cornelis, farsă în care abundă situațiile grotești și limbajul argotic popular.